# 483 Seppina
483 Seppina је астероид са пречником од приближно 69,37 km.
Афел астероида је на удаљености од 3,615 астрономских јединица (АЈ) од Сунца, а перихел на 3,235 АЈ.
Ексцентрицитет орбите износи 0,055, инклинација (нагиб) орбите у односу на раван еклиптике 18,742 степени, а орбитални период износи 2315,643 дана (6,339 година).
Апсолутна магнитуда астероида је 8,33 а геометријски албедо 0,170.
Астероид је откривен 4. марта 1902. године.